# Areia de Baraúnas
Areia de Baraúnas este un oraș în Paraíba (PB), Brazilia. 